# Мванхунікіра
Мванхунікі́ра (англ. Mwankhunikira) — традиційна громада у складі дистрикту Румфі Північного регіону Малаві.
Населення — 25466 осіб (2018).